# Gordon Brown
James Gordon Brown (* 20. února 1951 Giffnock) je britský politik. Byl předsedou labouristické strany (od 24. června 2007 do 11. května 2010) a předsedou vlády (od 27. června 2007 do 11. května 2010). Předtím v letech 1997–2007 zastával funkci ministra financí.

## Vzdělání
Už v 16 letech byl přijat na Edinburskou univerzitu, kde v roce 1972 ukončil magisterská studia, v roce 1982 potom dosáhl doktorátu (PhD.). V letech 1972–1975 byl rektorem Edinburské univerzity, zvolen byl ještě jako student. Při školním ragbyovém zápase utrpěl poranění hlavy, v důsledku kterého je slepý na levé oko.

## Veřejná činnost

### V opozici
Poprvé byl zvolen do parlamentu v roce 1983. 80. letech byl postupně mluvčím opozice pro průmysl a obchod, stínovým ministrem průmyslu a obchodu a v roce 1992 se stal stínovým ministrem financí. Po smrti předsedy labouristické strany Johna Smitha v květnu 1994 byl jedním z hlavních kandidátů na jeho nástupce. Zvolen však byl Tony Blair, který Brownovi přenechal oblast ekonomické politiky.

### Kancléř pokladu
Po vítězství labouristů ve volbách v roce 1997 se stal v kabinetu Tonyho Blaira kancléřem pokladu (tradiční označení britského ministra financí). Úřad zastával nepřetržitě přes deset let, nejdéle v moderních dějinách ministerstva.
Mezi jeho nejvýznamnější kroky v úřadě patřilo posílení postavení Bank of England, snížení daní z příjmů, prosazoval úspory ve vládních výdajích, prodal část zlatých zásob, odepsal část dluhů zemí Třetího světa. Ekonomický růst byl za jeho úřadování vyšší než průměr Eurozóny, naopak nezaměstnanost byla nižší. V Blairově vládě patřil mezi hlavní odpůrce přijetí Eura.
Spekulace vyvolávaly proměny jeho vztahu s premiérem, který dlouho otálel se svým odchodem z funkce. Po léta byl považován za Blairova nejpravděpodobnějšího nástupce.

### Předseda vlády

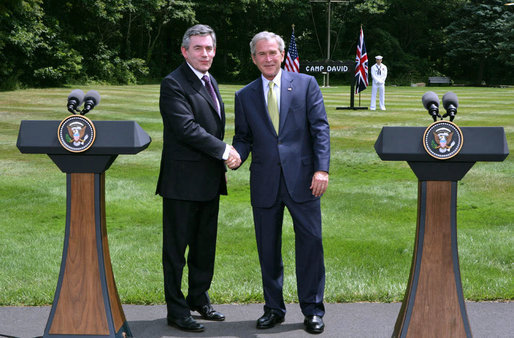
Gordon Brown s americkým prezidentem George W. Bushem, Camp David, červenec 2007

Mezi jeho hlavní cíle v době nástupu do funkce 27. června 2007 opatření proti korupci, konstituční reforma (vyjasnění práv a povinností britských občanů), řešení bytové otázky a zdravotnictví.
V zahraniční politice prosazuje postupné stahování britských vojsk z Iráku, vztahy s USA zůstávají nadále těsné, nikoliv však tak vřelé jako za vlád Tonyho Blaira. V současné době po sérii neúspěchů ve volbách čelí silné kritice od členů své strany.
3. října 2008 ohlásil rozsáhlé změny ve složení vlády. Povolal z Bruselu evropského komisaře pro obchod Petera Mandelsona. Dosavadní ministr podnikání John Hutton se stal ministrem obrany, kde nahradil Dese Browna, a šéf labouristických poslanců v Dolní sněmovně Geoff Hoon se stal novým ministrem dopravy namísto Ruth Kellyové. Do vlády se vrátila i bývalá ministryně zahraničí Margaret Beckettová, která se stala ministryní bytové výstavby. Brown také vytvořil nové ministerstvo pro energetiku a změnu klimatu, které vedl Ed Miliband, Brownův pozdější nástupce ve vedení Labouristické strany.

## Rodina
V roce 2000 se oženil se Sarah Macaulayovou. Mají spolu dva syny.

## Kritika
Byl kritizován za napojení svého bratra na lobbisty atomového energetického průmyslu. Rozruch vyvolalo také jeho pozvání pro bývalou premiérku Margaret Thatcherovou do Downing Street a také fakt, že nenechal své předsednictví potvrdit v mimořádných volbách.